# Kościół Świętej Trójcy w Sliemie
Kościół Świętej Trójcy (ang. Church of the Holy Trinity) – anglikański kościół w Sliemie na Malcie.

## Początki
Prawie natychmiast po zbudowaniu w roku 1844 anglikańskiego kościoła w Valletcie stało się jasne, że istnieje potrzeba zbudowania kościoła służącego potrzebom rosnącej społeczności anglikańskiej w Sliemie. W roku 1866 Jane Trower, córka Waltera Trowera, anglikańskiego biskupa Gibraltaru, podarowała anglikańskiej diecezji w Europie willę, znaną jako Bishop's House, oraz przyległą do niej ziemię, na której miał zostać zbudowany kościół. Budowa, pod nadzorem Webstera Paulsona, ruszyła, wraz z położeniem kamienia węgielnego 20 września 1866 roku. Już 23 kwietnia 1867 roku biskup Trower poświęcił nowy kościół.

## Architektura
Projekt tego kościoła jest niezwykły na Malcie. Zbudowany on został dla społeczności angielskiej i odzwierciedla kształt wiejskiego kościoła w dowolnym miejscu w Wielkiej Brytanii.  Budynek ma wysoki dwuspadowy dach i prosty dwustopniowy kształt. Na bocznych ścianach umieszczone są wysokie szpiczaste okna z mocno kolorowanymi medalionami. Delikatny maswerk na osłonie prezbiterium podkreśla świętość miejsca, ale jednocześnie pozwala wejść i nie przesłania tego, co dzieje się przy ołtarzu.

## Wnętrze

### Nawa główna
Trzy witraże przy drzwiach pasują do stylu Arts and Crafts, założonego w Wielkiej Brytanii pod koniec XIX wieku; czwarte okno zdecydowanie różni się od pozostałych. Stoi tam też imponująca marmurowa chrzcielnica z 1898 roku, ponad którą znajduje się wspaniały krzyż maltański, upamiętniający George'a Borlase, profesora University of Cambridge z XVIII wieku. W nawie znajduje się kilka tablic, upamiętniających inne osoby i wydarzenia.

Ci, którzy zginęli w obronie Malty podczas II wojny światowej, są upamiętniani na wiele sposobów. Długa lista nazwisk na drewnianym pomniku wojennym przypomina, jak niebezpieczne i trudne było życie na Malcie w okresie II wojny światowej. Te imiona są czytane co roku w Remembrance Sunday, abyśmy nie zapomnieli. Okno św. Jerzego w północno-zachodnim narożniku nawy poświęcone jest pamięci wiernych tego Kościoła, członkom HM Forces oraz cywilom, którzy stracili życie w wyniku działań wroga w latach 1939 – 1945. Na zachodniej ścianie znajduje się mosiężna tablica pamięci tych, którzy zginęli, a po prawej stronie schodów prezbiterium znajduje się pomnik tych, którzy służyli i polegli w obronie Malty w 10. Pułku Przeciwlotniczym Królewskiej Artylerii.

Najnowszym dodatkiem do wnętrza kościoła w nawie głównej jest seria drewnianych rzeźb symbolizujących Drogę krzyżową.

### Prezbiterium
Maswerk z kutego żelaza, wykonany w roku 1891, zaznacza przejście z nawy do prezbiterium; prowadzą tam trzy stopnie schodów. W prezbiterium znajdują się organy.

## Na zewnątrz kościoła
Między Bishop's House a kościołem stoi stary drewniany krzyż, pamiętający początki kościoła. Małe skrawki ziemi przy schodach przekształcone zostały w ogródki, utrzymywane przez pojedyncze osoby lub rodziny z parafii. Szkółka Niedzielna ma tu również swój ogródek.

## Bishop's House
Budynek sąsiadujący z kościołem jest znany jako Bishop's House. Willa zbudowana została w roku 1855, po zbudowaniu kościoła służyła jako dom dla księdza. Dziś wciąż służy temu samemu celowi.